# Gli amanti di Ain Sakhri

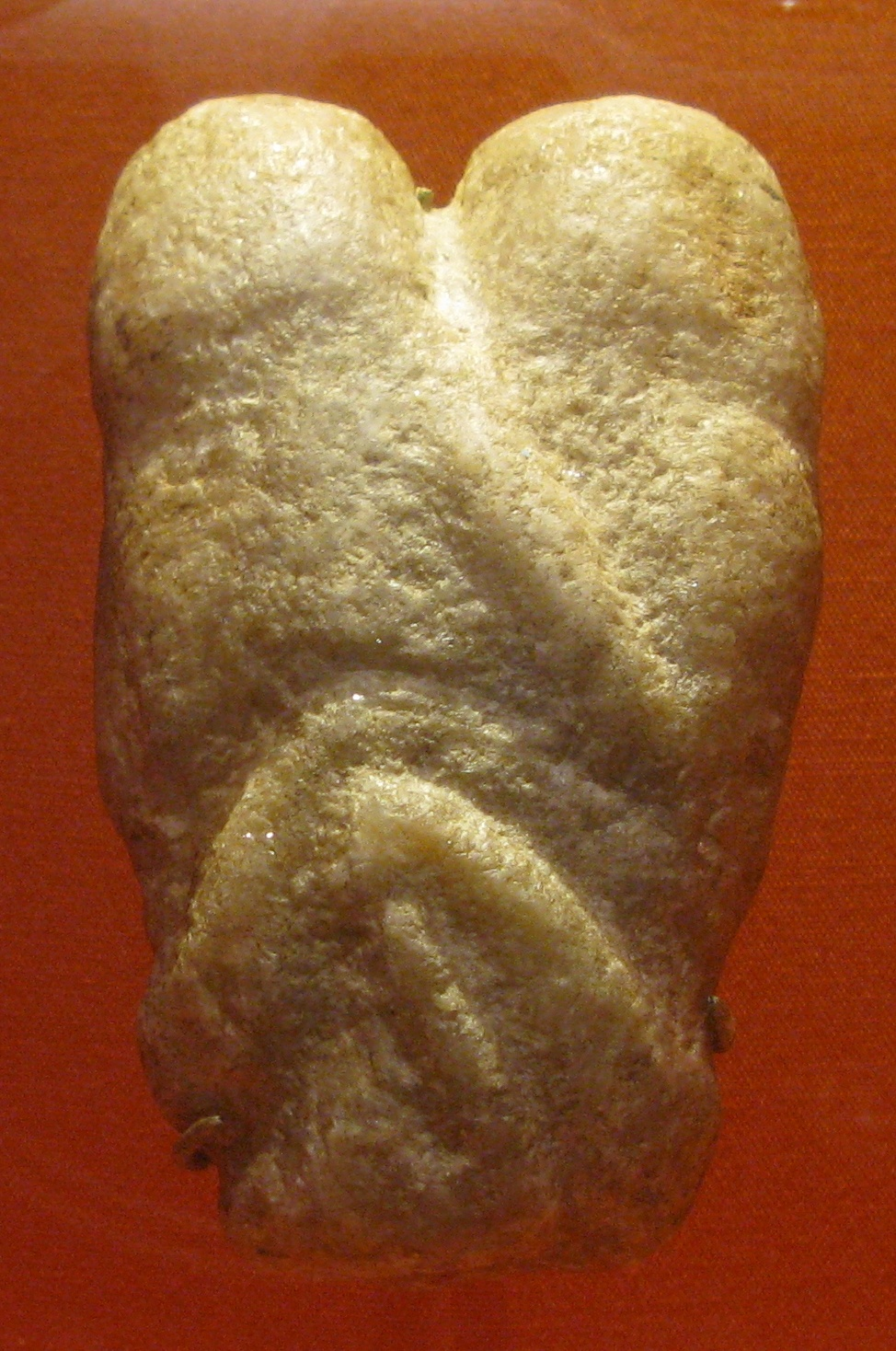
Gli amanti di Ain Sakhri.

Gli amanti di Ain Sakhri è il titolo dato ad una scultura - alta 10,2 cm - facente parte di tutta una serie di altre figurine rinvenute da René Neuville nel 1933 in una delle grotte denominate Ain Sakhri nei pressi di Betlemme. La scultura, datata all'incirca al 9 mila a.C., è considerata esser come la più antica rappresentazione conosciuta di due persone impegnate in un rapporto sessuale.